# Neil Webb
Neil John Webb (Reading, 30 de julho de 1963), é um ex-futebolista profissional inglês que atuava como meia.

## Carreira
Neil Webb fez parte do elenco da Seleção Inglesa de Futebol, da Copa de 1990.